# Таїфали
Таїфали, тайфали (лат. Taifali, Thaifali, Taiphali) — германське або сарматське плем'я, що входило до складу східної готської групи.
До III століття оселилися у Північному Причорномор'ї, звідки в другій половині IV ст. були витіснене гунами.
Під час навали гунів таіфали були підпорядковані остготському королю Германаріху.
Перейшовши услід за вестготами через Дунай, вони брали участь у боротьбі останніх з імператором Валентом.
За останніми археологічними даними, з таіфалами ідентифікується культура карпатських курганів.